# Jason Hook
Jason Hook (Thomas Jason Grinstead, 3 de octubre de 1970) es un guitarrista, compositor y músico de sesión canadiense, reconocido por haber sido el guitarrista líder de la banda de heavy metal Five Finger Death Punch. Banda de la cual se ha apartado en febrero de 2020.

## Biografía
Nacido en Toronto, Jason Hook comenzó su carrera musical a la edad de 6 años en las cercanías de Oakville, Ontario, tomando clases privadas de guitarra. Su experiencia inicial en la formación musical formal también incluía batería, piano y violín. Pasó muchos años en Canadá perfeccionando su oficio y finalmente firmó con Elektra Records con su banda "Monkeyhead". Más tarde se trasladó a Los Ángeles para desempeñarse como músico de sesión y tuvo un período en la banda de hard rock BulletBoys. En 2000 fue contratado por la cantante pop Mandy Moore como guitarrista en vivo. Hook se convirtió en un guitarrista de sesión muy codiciado en el circuito de Los Ángeles, siendo contratado por Vince Neil y Alice Cooper.
A principios de 2009, se anunció que Hook se uniría a la banda de heavy metal Five Finger Death Punch, sustituyendo al guitarrista Darrell Roberts. El 22 de septiembre de 2009, Hook y sus compañeros de banda lanzaron War Is The Answer, álbum que logró ubicarse en la séptima posición de la lista de éxitos Billboard 200.